# Čedomir Popov
Čedomir Popov (en serbe cyrillique : Чедомир Попов ; né le 15 mars 1936 à Melenci et mort le 8 juin 2012 à Belgrade) est un historien serbe. Il a été membre de l'Académie serbe des sciences et des arts (SANU). Professeur au Département d'histoire de la Faculté de philosophie de l'université de Novi Sad, il a également été président de la Section de Novi Sad de l'Académie serbe des sciences et des arts et président de la Matica srpska, l'institution littéraire, culturelle et scientifique la plus ancienne du peuple serbe, fondée en 1826.

## Biographie
Čedomir Popov est né le 15 mars 1936 à Melenci dans le Banat, dans ce qui était alors le royaume de Yougoslavie ; son père, Jovan, était employé de bureau aux chemins de fer et sa mère, Olivera, était enseignante. Il a effectué ses études élémentaires dans sa ville natale et à Kovačica (1942-1946), puis a suivi les cours du lycée de Zrenjanin jusqu'en 1954. Il a ensuite fait partie de la première génération d'étudiants de la Faculté de philosophie de l'université de Novi Sad et a étudié au Département d'histoire de 1954 à 1958 ; il a obtenu son diplôme en 1959 et, l'année suivante, il a été élu assistant à la Faculté de philosophie dans le domaine de l'histoire générale contemporaine. Pendant l'année scolaire 1959-1960, il a étudié à l'université de Strasbourg et a commencé à approfondir l'histoire des relations internationales.
En 1970, Čedomir Popov a soutenu sa thèse de doctorat à la Faculté de philosophie de Novi Sad sur « L'attitude de la France vis-à-vis de la Serbie du traité de Francfort au Congrès de Berlin de 1878 » et, la même année, il a été élu professeur adjoint ; il a été élu professeur en titre en 1981,. Après avoir effectué toute sa carrière à l'université de Novi Sad, il a pris sa retraite en 2000, tout en continuant de se consacrer à ses recherches.
Il est devenu membre correspondant de l'ancienne Académie des sciences et des arts de Voïvodine (VANU) le 24 novembre 1981 et en est devenu membre à part entière le 3 décembre 1987 ; il a été élu membre  à titre extérieur de l'Académie serbe des sciences et des arts (SANU) le 15 décembre 1988 et membre de plein droit le 29 mai 1991,. Il a contribué au processus de fusion de la VANU et de la SANU et, en 1992, la VANU est devenue la section de l'Académie serbe des sciences et des arts à Novi Sad ; il a été président de cette section du 19 octobre 1994 au 14 février 2002. En 1996, avec Aleksandar Despić, président de l'Académie serbe des sciences et des arts (SANU) et Dragutin Vukotić, président de l'Académie monténégrine des sciences et des arts (CANU), il a été l'un des 65 membres fondateurs de l'Académie des sciences et des arts de la République serbe.
En 1965, Čedomir Popov a été élu membre associé de la Matica Srpska puis, rapidement, membre à part entière ; de 1969 à 2012, il a été continuellement élu membre du Directoire de cette institution. Il a été directeur du département des manuscrits de 1981 à 1991 ; il a été vice-président de ls Matica Srpska de 1991 à 1995 et de 1995 à 1999. Lors de l'Assemblée extraordinaire du 14 juin 2008, il a été élu président de la Matica Srpska et, en avril 2012, président d'honneur de cette institution.
Čedomir Popov est décédé le 8 juin 2012 à Novi Sad,,.

## Récompenses
En 1989, Čedomir Popov a reçu le prix Veljko Vlahović pour ses travaux scientifiques et pédagogiques ; il a également remporté les prix Teodor Pavlović et Svetozar Miletić puis le prix de la Fondation Vuk en 2010, prix décernés par l'Association culturelle et éducative de Serbie. Quelques mois avant sa mort en 2012, il a reçu le prix « Pečat vremena » (« Le sceau du temps ») pour sa contribution professionnelle globale et l'ensemble de son travail dans le domaine des sciences historiques et sociales,.
Il a été décoré de l'Ordre du Travail avec une couronne d'or.

## Vie privée
En 1960, Čedomir Popov s'est marié avec l'historienne Jelena Popov ; un fils, Jovan Popov, écrivain et professeur d'université, est né de cette union.

## Ouvrages et contributions
- (sr) Čedomir Popov, Francuska i Srbija 1871–1878 [« La France et la Serbie, 1871-1878 »], Académie serbe des sciences et des arts, 1974, 447 p. (lire en ligne)
- (sr) Čedomir Popov, Od Versaja do Danciga [« De Versailles à Dantzig »], Belgrade, Nolit, 1976, 618 p. (lire en ligne), réédité en 1995
- (sr) Čedomir Popov, Srbija na putu oslobođenja. Borba za politički preobražaj i državnu nezavisnost 1868–1878 [« La Serbie sur la voie de la libération. La lutte pour la transformation politique et l'indépendance de l'État, 1868–1878 »], Belgrade, Naučna knjiga, 1980, 182 p.
- (sr) Čedomir Popov, Istorija srpskog naroda : Od Prvog ustanka do Berlinskog kongresa, 1804-1878 [« Histoire du peuple serbe : Du Premier soulèvement au Congrès de Berlin, 1804-1878 »], vol. V, t. 1, Srpska književna zadruga, 1981 (lire en ligne), « Srbija 1868—1878. godine (La Serbie de 1868 à 1878) », p. 303—421
- (sr) Čedomir Popov, Istorija srpskog naroda : Od Berlinskog kongresa do ujedinjenja, 1878-1918 [« Histoire du peuple serbe : Du congrès de Berlin à l'unification, 1878-1918 »], vol. VI, t. 1, Srpska književna zadruga, 1983 (lire en ligne), « Privreda, društvo i politika (Économie, société et politique) », p. 7—491
- (sr) Čedomir Popov, Istorija srpskog naroda : Od Berlinskog kongresa do ujedinjenja, 1878-1918 [« Histoire du peuple serbe : Du congrès de Berlin à l'unification, 1878-1918 »], vol. VI, t. 1, Srpska književna zadruga, 1983 (lire en ligne), « Nemirne godine i vezivanje za Austro-Ugarsku (Des années agitées et les relations avec l'Autriche-Hongrie) », p. 7—491
- (sr) Čedomir Popov (chef du comité éditorial et coauteur) et al., Vojvodina u narodnooslobodilačkom ratu i socijalističkoj revoluciji 1941–1945 [« La Voïvodine dans la guerre de libération nationale et la révolution socialiste de 1941-1945 »], Novi Sad, Filozofski fakultet, Institut za istoriju, 1984, 478 p. (lire en ligne)
- (sr) Čedomir Popov, Građanska Evropa 1770–1914 [« L'Europe des citoyens (1770-1914) »], vol. Osnovi evropske istorije XIX veka (1770-1815) (Les fondamentaux de l'histoire européenne du XIXe siècle (1770-1815)), Belgrade, Zavod za udžbenike, 1989, 545 p. (ISBN 978-86-17-17256-3), réédité en 2010
- (sr) Čedomir Popov, Građanska Evropa 1770–1914 [« L'Europe des citoyens (1770-1914) »], vol. Politička istorija Evrope (1815-1871) (L'histoire politique de l'Europe (1815-1871)), Novi Sad, Matica srpska, 1989, 573 p. (ISBN 978-86-17-17257-0), réédité en 2010
- (sr) Čedomir Popov, Evropske građanske revolucije od XVIII do XX veka. Pokušaj empirijskog uopštavanja [« Les Révolutions européennes du XVIIIe au XXe siècle. Tentative de généralisation empirique »], Novi Sad, Académie des sciences et des arts de Voïvodine, 1992, 53 p.
- (sr) Čedomir Popov et Jelena Popov, Autonomija Vojvodine : srpsko pitanje [« L'autonomie de la Voïvodine - la question serbe »], Sremski Karlovci, Karlovačka umetnička radionica Krovovi, 1993, 80 p. (ISBN 978-86-7851-027-4, lire en ligne), réédité en 2000
- (sr) Čedomir Popov, Politički frontovi Drugog svetskog rata [« Les Fronts politiques de la Seconde Guerre mondiale »], Novi Sad, Društvo istoričara, 1995, 154 p.
- (sr) Čedomir Popov et Slavko Gavrilović, Evropska revolucija i srpski pokret 1848–1849 [« La révolution européenne et le mouvement serbe, 1848-1849 »], Belgrade-Novi Sad, Savez istoričara Jugoslavije, 1997, 115 p. (lire en ligne)
- (sr) Čedomir Popov, O istoriji i istoričarima [« Sur l'histoire et des historiens »], Sremski Karlovci-Novi Sad, Izdavačka knjižarnica Zorana Stojanovića, 1999, 304 p. (lire en ligne)
- (sr) Čedomir Popov, Vladimir Stojančević, Milorad Ekmečić, Slavko Gavrilović et al., Evropa i srpska revolucija : 1804-1815 [« L'Europe et la révolution serbe de 1804-1815 »], Novi Sad, Platoneum, 2004, 576 p. (ISBN 86-83639-18-5), « Francuzi i srpska revolucija (Les Français et la révolution serbe) », p. 316-434
- (sr) Čedomir Popov, Velika Srbija. Stvarnost i mit [« La Grande Serbie. Réalité et mythe »], Novi Sad, Izdavacka knjizarnica Zorana Stojanovica, 2007-2008, 347 p. (ISBN 978-86-7543-123-7)
- (sr) Čedomir Popov, Istočno pitanje i srpska revolucija : 1804-1918 [« La Question orientale et la Révolution serbe : 1804-1918 »], Belgrade, Srpska književna zadruga, 2008 (lire en ligne)
- (sr) Čedomir Popov, Građanska Evropa 1770–1914 [« L'Europe des citoyens (1770-1914) »], vol. Društvena i politička istorija Evrope (1871-1914) (L'histoire sociale et politique de l'Europe (1871-1914)), Belgrade, Zavod za udžbenike, 2010 (ISBN 978-86-17-17258-7)
- (en) Čedomir Popov (trad. Biljana Radić-Bojanić), Serbia : The Cultural Bridge Between East and West, Matica srpska, 2010, 247 p. (ISBN 978-86-7946-064-6, lire en ligne)